# Яскулка, Станислав
Станислав Яскулка (пол. Stanisław Jaskułka; род. 25 августа 1958, Пуцк, Поморское воеводство) — польский легкоатлет, специалист по прыжкам в длину. Выступал за сборную Польши по лёгкой атлетике в 1977—1989 годах, бронзовый призёр чемпионата Европы в помещении, обладатель бронзовой медали летней Универсиады, многократный победитель польских национальных первенств, участник летних Олимпийских игр в Москве.

## Биография
Станислав Яскулка родился 25 августа 1958 года в городе Пуцке Поморского воеводства, Польша.
Занимался лёгкой атлетикой в Варшаве, проходил подготовку в столичном одноимённом клубе AZS Warszawa.
Впервые заявил о себе в прыжках в длину в сезоне 1977 года, когда завоевал золотую медаль на юниорском европейском первенстве в Донецке. Попав в основной состав польской национальной сборной, выступил также на взрослом чемпионате Европы в помещении в Сан-Себастьяне, где в той же дисциплине показал четвёртый результат.
На чемпионате Европы 1978 года в Праге закрыл в прыжках в длину десятку сильнейших.
В 1980 году стал бронзовым призёром на европейском первенстве в помещении в Зиндельфингене (изначально занял здесь четвёртое место, но после дисквалификации бельгийского прыгуна Рональда Дерюэля сместился на третью позицию). Благодаря череде удачных выступлений удостоился права защищать честь страны на летних Олимпийских играх в Москве — в программе прыжков в длину установил свой личный рекорд, показав результат 8,13 метра, и с этим результатом расположился в итоговом протоколе соревнований на пятой строке.
После московской Олимпиады Яскулка остался в составе легкоатлетической команды Польши и продолжил принимать участие в крупнейших международных стартах. Так, в 1982 году он выступил на чемпионате Европы в Афинах, но не смог преодолеть здесь предварительный квалификационный этап.
Рассматривался в качестве кандидата на участие в Олимпийских играх 1984 года в Лос-Анджелесе, однако Польша вместе с несколькими другими странами восточного блока бойкотировала эти соревнования по политическим причинам. Вместо этого Яскулка выступил на альтернативном турнире «Дружба-84» в Москве.
В 1985 году выиграл бронзовую медаль на летней Универсиаде в Кобе.
На европейском первенстве 1986 года в Штутгарте стал пятым.
В 1987 году принимал участие в чемпионате мира в Риме, но не показал здесь никакого результата.
В течение своей спортивной карьеры Станислав Яскулка в общей сложности пять раз становился чемпионом Польши на открытом стадионе (1980—1982, 1984, 1986) и пять раз выигрывал польское национальное первенство в помещении (1977, 1979, 1981, 1985, 1989).